# Ještětický potok
Ještětický potok je levostranný přítok jižní větve Zlatého potoka v okrese Rychnov nad Kněžnou v Královéhradeckém kraji. Délka toku činí 7,9 km. Plocha povodí měří 29,5 km².

## Průběh toku
Potok pramení v malém lesním celku jihovýchodně od Ještětic v nadmořské výšce okolo 325 m. V pramenné oblasti na 7,6 říčním kilometru přijímá zleva uměle vybudovanou odbočku z Dlouhé strouhy o délce 1,7 km, která přivádí vodu z řeky Bělé. Na horním toku směřuje Ještětický potok severním až severozápadním směrem, protéká Ještěticemi, na jejichž severním okraji přibírá zprava Hraštický potok. Odtud pak směřuje na západ. Jižně od Hrošky přijímá zleva potok Močinec a poté se prudce obrací na sever. Pod ústím Močince se nachází hráz poldru Hroška, který byl vybudován v roce 2007. Níže po proudu protéká Hroškou, od níž pak proudí regulovaným korytem mezi poli na severozápad k Podchlumí. U Podchlumí, jehož okolí je více zalesněné, zadržuje vody potoka Podchlumský rybník, jehož rozloha činí 7,4 ha. Severozápadně od hráze rybníka se po krátkém úseku Ještětický potok vlévá do Zlatého potoka na 12,0 říčním kilometru v nadmořské výšce okolo 290 m.

### Větší přítoky
- Hraštický potok, zprava, ř. km 6,5[3]
- Močinec, zleva, ř. km 4,9[5]